# 夜の乗客/女の生きがい
『夜の乗客/女の生きがい』（よるのじょうかく/おんなのいきがい）は、テレサ・テンの日本での2枚目のオリジナル・アルバム（セカンド・アルバム）である。1975年8月1日にポリドール・レコードからLP盤（レコード品番：MR 2267）形式でリリースされた。シングル曲と他人の歌のカバーが半分ずつ交互に全12曲収録。
ディスクジャケット帯のキャッチコピーは「テレサ・テン魅惑のセカンド・アルバム……」。

## 概要
A面はシングル曲「女の生きがい」、最新シングル「夜の乗客」の全ての楽曲を収録しており、「空港」と「雪化粧」の2曲もある。B面は他人の歌をカバーした楽曲が収録されている。
佐々木幸男がプロデューサー、武藤義がジャケット撮影を務めている。全曲の演奏はケニー・ウッド・オーケストラが担当。
2006年4月12日にユニバーサルミュージックよりCD化（規格品番：UPCY-6127）された。

## 収録曲
| 全編曲: 森岡賢一郎。 |                          |            |           |       |
| #                    | タイトル                 | 作詞       | 作曲      | 時間  |
| A1.                  | 「夜の乗客」             | 山上路夫   | 井上忠夫  | 3:49  |
| A2.                  | 「夜霧」                 | 山上路夫   | 平尾昌晃  | 3:17  |
| A3.                  | 「雪化粧」               | 山上路夫   | 猪俣公章  | 3:42  |
| A4.                  | 「女の生きがい」         | 山上路夫   | 平尾昌晃  | 3:37  |
| A5.                  | 「暗くなるまで」         | 山上路夫   | 井上忠夫  | 2:44  |
| A6.                  | 「空港」                 | 山上路夫   | 猪俣公章  | 3:47  |
| B1.                  | 「長崎は今日も雨だった」 | 永田貴子   | 彩木雅夫  | 3:40  |
| B2.                  | 「旅愁」                 | 片桐和子   | 平尾昌晃  | 3:09  |
| B3.                  | 「挽歌」                 | 千家和也   | 浜圭介    | 3:03  |
| B4.                  | 「冬の駅」               | なかにし礼 | 加瀬邦彦  | 4:10  |
| B5.                  | 「なみだ恋」             | 悠木圭子   | 鈴木淳    | 3:24  |
| B6.                  | 「襟裳岬」               | 岡本おさみ | 吉田拓郎  | 4:19  |
| 合計時間:            | 合計時間:                | 合計時間:  | 合計時間: | 42:41 |